# Katharina Wolf

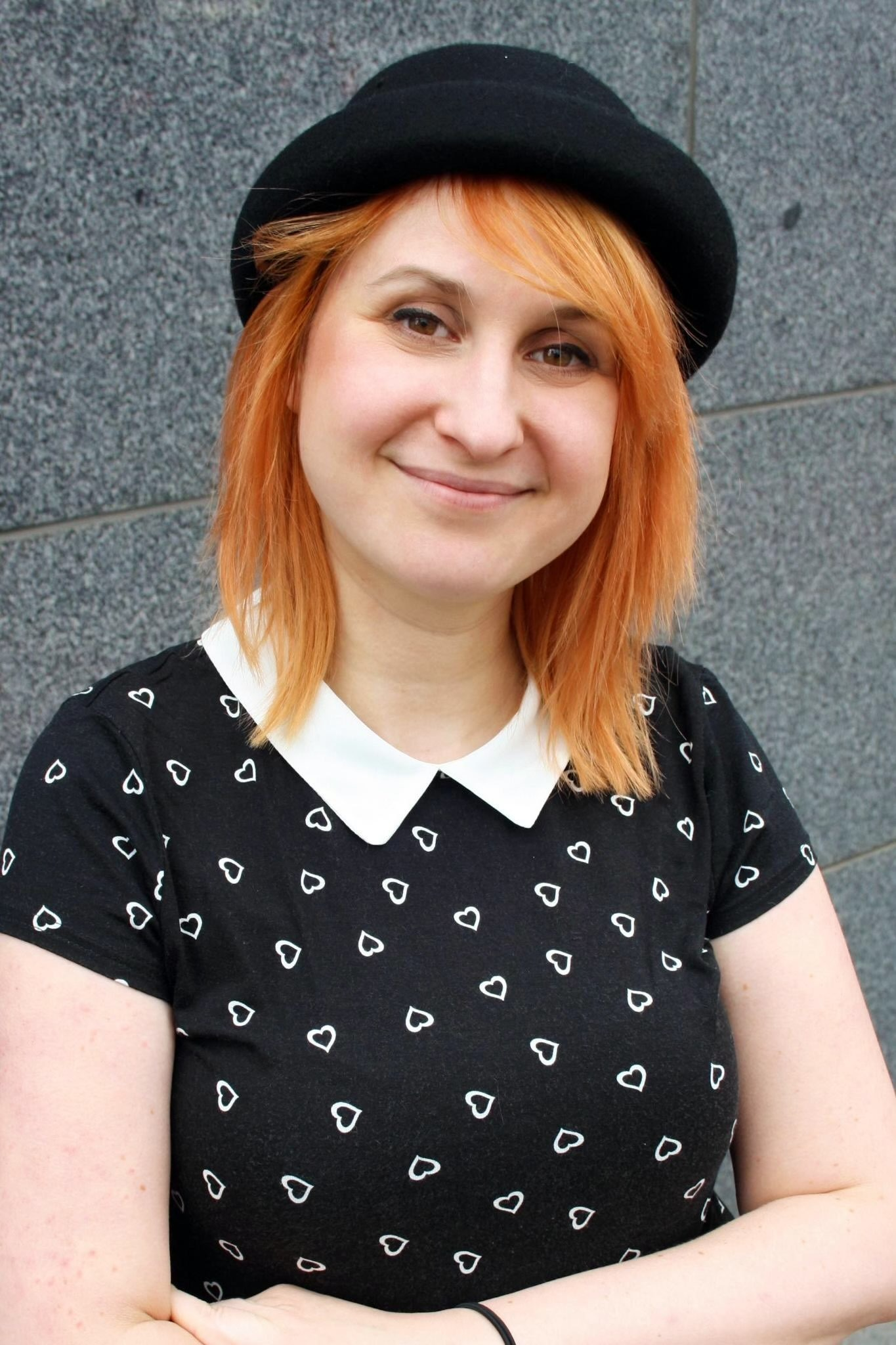
Katharina Wolf (2017)

Katharina Wolf (bürgerlich Katharina Kullmann, geb. Wolf; * 11. Oktober 1984 in Ludwigshafen am Rhein) ist eine deutsche Schriftstellerin.

## Leben
Katharina Wolf wuchs in Ludwigshafen-Oggersheim auf, besuchte das Max-Planck-Gymnasium in Ludwigshafen-Friesenheim und legte dort das Abitur ab. Anschließend studierte sie Germanistik und Kulturphilosophie in Mannheim. Nach einem Volontariat bei einer Frankfurter PR-Agentur folgte ihre aktuelle Tätigkeit (Stand Sommer 2021) als Online-Redakteurin in Ludwigshafen.
Katharina Wolf ist verheiratet und Mutter eines Sohnes.

## Schriftstellerisches Werk
Katharina Wolf schreibt nach eigenen Angaben ausschließlich Liebesromane in den Kategorien New Adult und Young Adult. Ihr Debütroman Vier Jahre ohne dich erschien 2015 im Amrûn Verlag und schildert aus der Perspektive der weiblichen Protagonistin die Entwicklung einer Liebesbeziehung, die sich nach vierjähriger Trennung erneut anbahnt.
Ihr zweiter Roman Strike – oder die Unwahrscheinlichkeit vom Blitz getroffen zu werden und die große Liebe zu finden (2016) spielt im Milieu auf der Straße lebender Jugendlicher und junger Menschen aus der Mitte der Gesellschaft. Er setzt sich sozialkritisch mit beiden Welten auseinander und lässt einen jungen Obdachlosen und eine Abiturientin eine gemeinsame, romantische Reise unternehmen.
Mit Mein Herz, dein Kopf und ein Universum dazwischen (2019) – einem Spin-off zum Debütroman – veröffentlichte Katharina Wolf ihre erste Liebesgeschichte mit homosexuellen Protagonisten.
Für den Gay-Romance-Roman Die Sache mit der Motte und dem Licht wurde sie auf der Frankfurter Buchmesse 2018 bei einem Schreibwettbewerb von Tolino und Impress, einem Imprint-Verlag von Carlsen, mit dem zweiten Platz ausgezeichnet. Die Jury nannte den Roman eine „erfrischende Gay-Romance, die durch ihre lockere Atmosphäre und phänomenal coole Charaktere besticht“. Der Roman selbst erschien 2020 bei Impress.
Ebenfalls 2020 veröffentlichte sie gemeinsam mit Ina Taus die Dilogie Festivalsommer bei BOD im Selbstverlag und ein Jahr später den Roman Exklusiv nicht zusammen.
Im Jahr 2021 hat Katharina Wolf im Drachenmond Verlag unterschrieben.

## Werke

### Romane
- Vier Jahre ohne dich, Amrûn Verlag, Traunstein, 2015, ISBN 978-3-95869-214-5
- Strike – oder die Unwahrscheinlichkeit vom Blitz getroffen zu werden und die große Liebe zu finden, Amrûn Verlag, Traunstein, 2016, ISBN 978-3-95869-197-1
- Nachrichten von Mr Dean, Amrûn Verlag, Traunstein, 2018, ISBN 978-3-95869-345-6
- Mein Herz, dein Kopf und ein Universum dazwischen, Amrûn Verlag, Traunstein, 2019, ISBN 978-3-95869-380-7
- Die Sache mit der Motte und dem Licht, Impress, Hamburg, 2020, ISBN 978-3-551-30260-1
- Festivalsommer: Ist Feiern genug? Band 1, BOD, Norderstedt, 2020, ISBN 978-3-7519-3782-5
- Festivalsommer: Ist Liebe genug? Band 2, BOD, Norderstedt, 2020, ISBN 978-3-7519-9774-4
- Exklusiv nicht zusammen, BOD, Norderstedt, 2021, ISBN 978-3-7534-9639-9
- Was wir von Quallen lernen können, Drachenmond Verlag, 2022, ISBN 978-3-9599-1550-2

### Anthologien
- Zimtsternküsse, Amrûn Verlag, 2015, ISBN 978-3-95869-032-5

### Ebooks
- Winter of Love: Elli & Ben, Impress, Hamburg, 2019, Kindle Ebook
- Geballte Ladung Liebe – Katharina Wolf Sammelband, Amrûn Verlag, Traunstein, 2020, Kindle Ebook